# Muriceopsis sulphurea
Muriceopsis sulphurea is een zachte koraalsoort uit de familie Plexauridae. De koraalsoort komt uit het geslacht Muriceopsis. Muriceopsis sulphurea werd in 1825 voor het eerst wetenschappelijk beschreven door Donovan. 